# Liriomyza assimilis
Liriomyza assimilis este o specie de muște din genul Liriomyza, familia Agromyzidae. A fost descrisă pentru prima dată de Malloch în anul 1918. Conform Catalogue of Life specia Liriomyza assimilis nu are subspecii cunoscute.